# Una notte sul Monte Calvo
Una notte sul Monte Calvo (in russo Ночь на лысой горе? Noč' na lysoj gore, 1867) è un poema sinfonico di Modest Petrovič Musorgskij. 
Ispirato da opere letterarie russe e leggende, Musorgskij fece di un sabba di streghe il tema di un poema sinfonico che intitolò La notte di San Giovanni sul Monte Calvo (in russo Иванова ночь на лысой горе, Ivanova noč' na lysoj gore?), completandolo il 23 giugno 1867, la vigilia della festa di Ivan Kupala. Il Monte Calvo in questione si trova in Ucraina: il suo nome è Lysa Hora. Una notte sul Monte Calvo e Sadko di Nikolaj Rimskij-Korsakov furono, nel 1867, i primi poemi sinfonici di compositori russi. 
Sebbene Musorgskij fosse molto orgoglioso di questo lavoro, non riuscì mai a farlo eseguire mentre era in vita. L'opera divenne celebre nella versione di Rimskij-Korsakov del 1886, che però la modificava profondamente: la versione originale venne riscoperta solo nel 1968 e da allora ha gradualmente conquistato popolarità. Molti ascoltatori hanno conosciuto questo lavoro per la prima volta vedendo il film di Walt Disney Fantasia, che utilizzò un arrangiamento della versione di Rimskij-Korsakov fatto da Leopold Stokowski.

## Storia della composizione

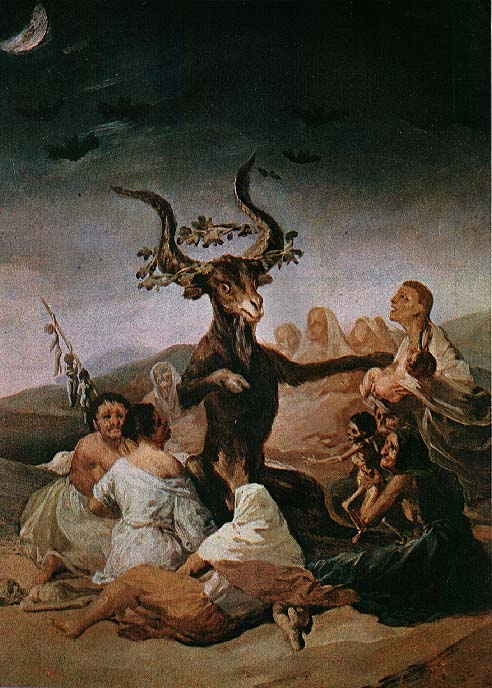
La raffigurazione di un tipico sabba in un quadro di Francisco Goya, 1795

### Primi progetti (1858-1860)
Da alcune note nei suoi manoscritti, sembra che Musorgskij, tra il 1858 e il 1860, avesse accarezzato l'idea di comporre un'opera che includesse la rappresentazione di un sabba, basandosi sul racconto di Gogol' La sera della vigilia di San Giovanni ed altro materiale. 
Inoltre Rimskij-Korsakov nelle sue memorie sostiene che Musorgskij avesse composto una versione di Una notte sul Monte Calvo per pianoforte e orchestra attorno al 1860, ma non ci sono altri elementi a provare questa affermazione.

### La versione originale del 1867
Nel 1866 Musorgskij scrisse a Milij Balakirev, il leader del Gruppo dei Cinque, esprimendo il desiderio di discutere con lui i suoi piani per Le streghe, il nome informale che il compositore dava al lavoro. Agli inizi di giugno del 1867 iniziò la scrittura orchestrale del pezzo. La partitura riporta scritto:
 Il pezzo appena completato fu però aspramente criticato da Balakirev, e quindi fu accantonato.
La strumentazione era la seguente: ottavino, due flauti, due oboi, due clarinetti, due fagotti, quattro corni, due cornette, due trombe, tre tromboni, tuba, timpani, triangolo, tamburello, tamburo, piatti, grancassa, tam-tam, archi. La partitura riportava anche il programma della composizione:
| N. | Originale                      | Traduzione                                           |
| -- | ------------------------------ | ---------------------------------------------------- |
| 1  | Сбор ведьм, их толки и сплетни | Assemblea delle streghe, loro discorsi e chiacchiere |
| 2  | Поезд Сатаны                   | Il corteo di Satana                                  |
| 3  | Чёрная служба (Messe noire)    | Messa nera                                           |
| 4  | Шабаш                          | Sabba                                                |

### La glorificazione di ČërnobogperMlada(1872)
La prima rielaborazione dell'originale da parte dell'autore ebbe luogo nel 1872, quando Musorgskij ne ricavò un pezzo per coro e orchestra, da inserire nel terzo atto che gli era stato assegnato per la composizione dell'opéra-ballet collettiva Mlada. In questa nuova versione la musica avrebbe dovuto formare una scena intitolata Una notte sul monte Triglav (in russo Ночь на горе Триглав?). Musorgskij si riferisce al pezzo come La glorificazione di Čërnobog (in russo Славленье Чёрнобога?) in una lista di sue composizioni data a Vladimir Stasov. Il progetto di Mlada tuttavia non ebbe un buon esito, e questa seconda versione fu dimenticata come la prima. La partitura è andata perduta.

### Il sogno del giovane paesanoperLa fiera di Soročyncy(1880)
La terza versione, Il sogno del giovane paesano (in russo Сонное видение паробка?, fu composta otto anni più tardi come intermezzo per l'opera La fiera di Soročyncy, che il compositore lasciò incompiuta. La partitura vocale è datata 10 maggio 1880. In origine Musorgskij scelse la fine del primo atto per collocare questo intermezzo corale, ma ora viene generalmente eseguito secondo la versione di Vissarion Šebalin del 1930, inserito nel terzo atto dopo la dumka dei paesani. Il tema della dumka viene anche utilizzato nel nuovo finale (che è presente anche nella revisione di Rimskij-Korsakov).
Nell'opera si immagina che Gric'ko, il giovane protagonista, la notte prima di riuscire ad ottenere, dopo tante peripezie, la mano della ragazza che ama, si ubriachi, cada addormentato e sogni. Sogna di assistere al raduno delle streghe e di demoni che si svolge, secondo le credenze popolari, ogni anno nella notte di San Giovanni (tra il 23 e il 24 giugno). Diavoli e streghe si rincontrano così con Satana/Čërnobog. Trattandosi di maligni esseri soprannaturali, Musorgskij fa loro intonare anche alcune parole senza senso, come facessero parte di un linguaggio sconosciuto. Gric'ko, nascosto dietro ad una roccia, osserva esterrefatto la scena: le streghe e i demoni ingaggiano danze furibonde, in un crescendo demoniaco, fino all'apice, il sabba, durante il quale danno libero sfogo alla loro follia; vengono infine interrotti dal suono delle campane di una chiesa. In quel momento Gric'ko si risveglia, ancora percorso da tremori per l'incubo appena vissuto.
Musorgskij inviò a Vladimir Stasov il seguente programma per il pezzo:

Il giovane paesano dorme ai piedi di una collinetta a poca distanza dalla capanna in cui avrebbe dovuto trovarsi. In sogno gli appaiono:
1. Rumori sotterranei di voci non umane, che proferiscono parole non umane.
2. Il regno sotterraneo delle tenebre giunge a farsi beffe del giovane dormiente.
3. Prefigurazione della comparsa di Čërnobog e Satana.
4. Il giovane viene lasciato stare dagli spiriti delle tenebre. Apparizione di Čërnobog.
5. Adorazione di Čërnobog e messa nera.
6. Sabba.
7. Al culmine del sabba si ode il suono della campana di una chiesa. Čërnobog scompare all'improvviso.
8. Sofferenza dei demoni
9. Voci dei sacerdoti in chiesa.
10. Scomparsa dei demoni e risveglio del giovane.

### La versione di Rimskij-Korsakov (1886)
Per circa un secolo il pubblico di tutto il mondo ha conosciuto Una notte sul Monte Calvo nella versione di Nikolaj Rimskij-Korsakov del 1886, come Fantasia per orchestra, prima della scoperta dell'originale di Musorgskij. Rimskij-Korsakov produsse la sua versione a partire da Il sogno del giovane paesano, senza apparentemente fare uso dell'originale del 1867. La partitura data alle stampe nel 1886 infatti riporta: Completato e orchestrato da N. Rimskij-Korsakov. Se egli avesse avuto l'originale del 1867 avrebbe notato che era sia finito che orchestrato. Si pensa che il manoscritto originale all'epoca fosse conservato tra i documenti di Balakirev. 
Pertanto, ricordando che l'intenzione originale di Musorgskij era quella di creare un pezzo per orchestra, egli orchestrò quella che considerava una partitura vocale incompiuta, omettendo la parte del coro. Rimskij-Korsakov apportò le correzioni tipiche del suo stile (come fece anche per il Boris Godunov e la Chovanščina): preservò la struttura tematica, ma aggiunse o tolse battute e cambiò le strutture armoniche. La sua mano addolcì le asperità armoniche, spianò le irregolarità ritmiche, omologò le anomalie timbriche, rendendo in questo modo convenzionale e addomesticata, anche se indubbiamente seducente, la scrittura "primitiva" di Musorgskij. La strumentazione era la seguente: ottavino, due flauti, due oboi, due clarinetti, due fagotti, quattro corni, due trombe, tre tromboni, tuba, timpani, piatti, grancassa, tam-tam, campana, arpa, archi. 
Il programma recitava: 

1. Suoni sotterranei di voci ultraterrene.
2. Apparizione degli spiriti delle tenebre, seguiti da quello di Čërnobog.
3. Glorificazione di Čërnobog e celebrazione della messa nera.
4. Sabba delle streghe.
5. Al culmine dell'orgia la campana di una piccola chiesa di paese si ode in lontananza.
6. Gli spiriti delle tenebre si disperdono: alba.

### Fantasia
Nel 1940 Una Notte sul Monte Calvo venne riorchestrato dal direttore anglo-polacco Leopold Stokowski per il film Fantasia. Tuttavia nella nuova colonna sonora incisa in digitale nel 1982, Irwin Kostal ripristinò l'orchestrazione di Musorgskij. La composizione venne inserita nella colonna sonora del film di animazione di Walt Disney per chiudere il programma, riprendendo uno dei suoi temi più classici: lo scontro tra il bene e il male. Esso venne celebrato nel contrasto tra notte e giorno, dove la notte è dominata da un gigantesco demone che si circonda di creature diaboliche e anime di defunti.
Lo schema musicale e le immagini animate evocano il sabba delle streghe. Dalla cima del Monte Calvo, Satana (Chernabog), il signore del male e della morte, spalanca le grandi ali e raccoglie intorno a sé creature diaboliche: streghe, demoni, vampiri, arpie e gli scheletri dei cadaveri sepolti in terreno sconsacrato. Danzano scatenati, mentre Satana li afferra a manciate e li scaraventa nel cratere infuocato che si apre nelle viscere della montagna e prova un piacere perverso nel trasformare alcuni di questi demoni in figure infuocate e animali grotteschi, prima di darli alle fiamme, quando le campane che annunciano il mattino riportano gli spettri e i cadaveri dei dannati nelle tombe e un impaurito Čërnobog nelle viscere del Monte Calvo.

## Versioni moderne
Il brano è stato spesso arrangiato in veste rock progressivo. Tra i molti gruppi che vi si sono cimentati ci sono i Fireballet e The Mars Volta. Altra versione, arrangiata da Luis Bacalov, è stata realizzata dai New Trolls Atomic System e, nelle sue battute iniziali, è stata, dal 1976 al 1994, la sigla del Giornale Radio 3 di RadioRAI.
Nel 1977 David Shire compose la versione disco music Night on Disco Mountain per la colonna sonora de La febbre del sabato sera.
L'incipit e alcune parti centrali del brano sono inserite e rivisitate nella canzone Glorification of the black God, contenuta in Heaven Shall Burn... When We Are Gathered, quarto album della band Black metal svedese Marduk.
Anche i Justice, formazione elettronica francese, hanno ripreso il brano nel singolo Stress, contenuto nell'album Cross, campionandone l'incipit.